# Vasile Albineț
Vasile „Vali“ Albineț (* 12. Februar 1968) ist ein rumänischer Schauspieler und Stuntman.

## Leben
Albineț wurde am 12. Februar 1968 geboren. Ende der 1980er Jahre übernahm er in rumänischen Filmproduktionen erste Rollenbesetzungen. Nach ersten Mitwirkungen in verschiedenen Low-Budget-Filmen als Stuntman, folgten später Stunts in Hollywood-Produktionen. Er erhielt kleinere Rollenbesetzungen in Filmen wie Wes Craven präsentiert Dracula II – The Ascension, Maria Stuart – Blut, Terror und Verrat und 7 Sekunden. 2005 stellte er in fünf Episoden der Miniserie Les rois maudits die Rolle eines Grafen dar. 2024 spielte er in Noaptea lui Vlad die Rolle des Sfetnicul lui Dragos I.
Als Schauspieler trat er überwiegend als Antagonist oder Handlanger des Antagonisten in Erscheinung. So verkörperte er etwa 2007 im Horrorfilm Headless Horseman – Der kopflose Reiter den titelgebenden kopflosen Reiter. 2008 trat er im Fernsehfilm Ghouls ebenfalls als Antagonist auf. Im selben Jahr spielte er als Widersacher im Film Ein Leben für ein Leben – Adam Resurrected mit. 2009 stellte er in Anacondas – Trail of Blood einen Söldner dar.
Als Stuntman wirkte Albineț in über 110 Film- oder Fernsehserienproduktionen mit.

## Filmografie (Auswahl)

### Schauspiel
- 1988: Secretul armei secrete
- 1989: Kreuzritter 7 – Schlacht um die Ehre (Mircea)
- 1989: Lacrima cerului
- 1990: Kreuzritter 6 – Für Heimat und Vaterland (Coroana de foc)
- 1990: Marea sfidare
- 1991: Undeva în Est
- 1992: Baum der Hoffnung (Balanta)
- 1993: Liceenii în alerta
- 1994: Oglinda
- 1994: Ein unvergesslicher Sommer (Un été inoubliable)
- 1994: Somnul insulei
- 1995: Last Gasp – Der Todesfluch (Last Gasp)
- 1995: Craii de Curtea Veche
- 1996: Cry of Redemption – Punkt Null (Punctul zero)
- 1996: Prea târziu
- 1996: Hauptmann Conan und die Wölfe des Krieges (Capitaine Conan)
- 1997: Femeia în rosu
- 2000: Highlander: Endgame
- 2000: Tod um Mitternacht: Das Ende des letzten Zaren (Fernsehfilm)
- 2002: Sherlock (Fernsehfilm)
- 2002: Tandretea lacustelor (Fernsehfilm)
- 2003: Ce lume vesela
- 2003: Vlad
- 2003: Wes Craven präsentiert Dracula II – The Ascension (Dracula II: Ascension)
- 2004: Maria Stuart – Blut, Terror und Verrat (Gunpowder, Treason & Plot, Fernsehfilm)
- 2005: 7 Sekunden (7 Seconds)
- 2005: Snuff-Movie
- 2005: Michelangelo Superstar (Fernsehfilm)
- 2005: Les rois maudits (Miniserie, 5 Episoden)
- 2006: The Detonator – Brennender Stahl (The Detonator)
- 2006: Second in Command
- 2006: Shadow Man – Kurier des Todes (Shadow Man)
- 2006: Last Chance (Kurzfilm)
- 2006: Attack Force
- 2007: Unsichtbarer Feind (Flight of Fury)
- 2007: Der Rest ist schweigen (Restul e tacere)
- 2007: Headless Horseman – Der kopflose Reiter (Headless Horseman)
- 2008: Stille Hochzeit – Zum Teufel mit Stalin! (Nunta muta)
- 2008: Ghouls (Fernsehfilm)
- 2008: Anaconda – Offspring (Anaconda 3: The Offspring, Fernsehfilm)
- 2008: Flu Bird Horror (Fernsehfilm)
- 2008: Ein Leben für ein Leben – Adam Resurrected (Adam Resurrected)
- 2009: The Esseker File (Kurzfilm)
- 2009: Anacondas – Trail of Blood (Anacondas 4: Trail of Blood, Fernsehfilm)
- 2009: Barbarossa
- 2009: Terror! Robespierre and the French Revolution
- 2023: Django (Fernsehserie, Episode 1x07)
- 2023–2024: Clanul (Fernsehserie, 3 Episoden)
- 2024: Noaptea lui Vlad

### Stunts
- 1988: Secretul armei secrete
- 1988: Miracolul
- 1989: Martori disparuti
- 1989: Dreptatea – Momentul adevarului
- 1989: Un studio in cautarea unei vedete
- 1989: Kreuzritter 7 – Schlacht um die Ehre (Mircea)
- 1989: Cei care platesc cu viata
- 1989: Lacrima cerului
- 1990: Kreuzritter 6 – Für Heimat und Vaterland (Coroana de foc)
- 1991: Sobolanii rosii
- 1991: Undeva în Est
- 1991: Vanatoarea de lilieci
- 1992: Baum der Hoffnung (Balanta)
- 1992: Polul Sud
- 1992: Liceenii Rock 'n' Roll
- 1992: Police Diary
- 1993: Liceenii în alerta
- 1993: Invisible – Die unheimliche Macht (Invisible: The Chronicles of Benjamin Knight)
- 1993: Doi haiduci si o crâsmarita
- 1994: Oglinda
- 1994: Ein unvergesslicher Sommer (Un été inoubliable)
- 1994: Nostradamus – Prophezeiungen des Schreckens (Nostradamus)
- 1994: Le fusil de bois
- 1994: Somnul insulei
- 1994: Templul tacerii
- 1995: Last Gasp – Der Todesfluch (Last Gasp)
- 1995: Terente – regele baltilor
- 1995: Craii de Curtea Veche
- 1996: Cry of Redemption – Punkt Null (Punctul zero)
- 1996: Badlands (Oblivion 2: Backlash)
- 1996: Prea târziu
- 1996: Hauptmann Conan und die Wölfe des Krieges (Capitaine Conan)
- 1996: Galgameth – Das Ungeheuer des Prinzen (Galgameth - The Legend of Galgameth)
- 1996: Huntress: Spirit of the Night
- 1997: Das letzte Attentat (A Further Gesture)
- 1997: Femeia în rosu
- 1997–2008: ZDFexpedition (Fernsehserie, 5 Episoden)
- 1998: Lurid Tales: The Castle Queen
- 1998: The Secret Kingdom
- 1998: Balkanska ruleta (Kurzfilm)
- 1998: Zug des Lebens (Train de vie)
- 1998: Terminus paradis
- 1998: Frankenstein Reborn!
- 1998: Vertiges (Fernsehserie, 1 Episode)
- 1999: Teen Knight – Zurück ins Mittelalter (Teen Knight)
- 1999: Beowulf
- 1999: Enemy of My Enemy (Diplomatic Siege)
- 1999: Der Agent mit den magischen Kräften (Shapeshifter)
- 1999: Triunghiul mortii
- 2000: Murder Rooms (Murder Rooms: Mysteries of the Real Sherlock Holmes, Miniserie, Episode 1x01)
- 2000: Epicenter
- 2000: Atlantis – Das ewige Rätsel (Fernsehfilm)
- 2000: Highlander: Endgame
- 2000: Dark Prince: The True Story of Dracula (Fernsehfilm)
- 2000: Wes Craven präsentiert Dracula (Dracula 2000)
- 2001: Codename – Elite (The Elite)
- 2001: Dark Asylum
- 2001: Dupa-amiaza unui tortionar
- 2002: Filantropica
- 2002: Les percutés
- 2002: Entre chiens et loups
- 2002: Sherlock (Fernsehfilm)
- 2002: Dracula the Impaler
- 2002: Furia
- 2003: Mit Gottes Segen in die Hölle – Der Dreißigjährige Krieg (Fernsehserie, 3 Episoden)
- 2003: Vlad
- 2003: Wes Craven präsentiert Dracula II – The Ascension (Dracula II: Ascension)
- 2003: Unterwegs nach Cold Mountain (Cold Mountain)
- 2003: Dulcea sauna a mortii
- 2003: The Campaigns of Napoleon: 1815  Battle of Waterloo
- 2004: Maria Stuart – Blut, Terror und Verrat (Gunpowder, Treason & Plot)
- 2004: Method
- 2004: Saint Ange – Haus der Stimmen (Saint Ange)
- 2004: Chuckys Baby (Seed of Chucky)
- 2004: The Defender
- 2005: Tornado – Tödlicher Sog (Nature Unleashed: Tornado)
- 2005: Merry Christmas (Merry Christmas/Joyeux Noël)
- 2005: 7 Sekunden (7 Seconds)
- 2005: Hard Corps (The Hard Corps)
- 2005: The Cave
- 2005: Snuff-Movie
- 2005: The Marksman – Zielgenau (The Marksman)
- 2005: Michelangelo Superstar (Fernsehfilm)
- 2005: BloodRayne
- 2005: X-treme Teens (The Boy with the X-Ray Eyes)
- 2005: Les rois maudits (Miniserie, 4 Episoden)
- 2006: Das Himmelfahrtskommando (The Last Drop)
- 2006: Second in Command
- 2006: The Drop
- 2006: Shadow Man – Kurier des Todes (Shadow Man)
- 2006: Party Animals 2 (Van Wilder 2: The Rise of Taj)
- 2006: Attack Force
- 2006: Superstar in Rot (Fernsehfilm)
- 2007: Attack of the Gryphon
- 2007: Unsichtbarer Feind (Flight of Fury)
- 2007: Der Rest ist schweigen (Restul e tacere)
- 2007: Îngerul necesar
- 2007: Timber Falls
- 2007: Headless Horseman – Der kopflose Reiter (Headless Horseman)
- 2008: Stille Hochzeit – Zum Teufel mit Stalin! (Nunta mută)
- 2008: Ghouls (Fernsehfilm)
- 2008: Anaconda – Offspring (Anaconda 3: The Offspring, Fernsehfilm)
- 2008: Mirrors
- 2008: Flu Bird Horror (Fernsehfilm)
- 2008: Ein Leben für ein Leben – Adam Resurrected (Adam Resurrected)
- 2009: The Esseker File
- 2009: Against the Dark
- 2009: Anacondas – Trail of Blood (Anacondas 4: Trail of Blood, Fernsehfilm)
- 2009: Barbarossa
- 2010: Daca bobul nu moare
- 2022: Prancer: A Christmas Tale
- 2022: Clanul (Fernsehserie, Episode 1x11)
- 2023: Django (Fernsehserie, 4 Episoden)
- 2023: Libertate
- 2024: We Were the Lucky Ones (Miniserie, 6 Episoden)